# Forbes Burnham
Linden Forbes Sampson Burnham (Kitty, Guayana británica, 20 de febrero de 1923-Georgetown, 6 de agosto de 1985) fue un político y estadista guyanés que ejerció como líder de Guyana desde 1964 hasta su muerte en 1985. Gobernó primero como primer ministro entre 1964 y 1980 (hasta 1966 bajo el gobierno colonial de la Guayana Británica) y posteriormente como su segundo presidente (el primero con poderes ejecutivos) desde el 6 de octubre de 1980 hasta su fallecimiento el 6 de agosto de 1985.
Miembro fundador del Partido Progresista del Pueblo junto a su predecesor y posterior rival Cheddi Jagan, y fundador y líder indiscutido de su propio partido, el Congreso Nacional del Pueblo (que junto al PPP son hasta la actualidad las dos principales fuerzas políticas de Guyana), Burnham es habitualmente visto como un líder socialista y "hombre fuerte" que luchó por el nacionalismo y alentó a los guyaneses a fabricar y exportar más productos locales (aunque muchos de sus esfuerzos para este fin fracasaron, lo que resultó en una disminución económica sustancial en Guyana).

## Los inicios
Era el mayor de tres hijos de una familia pobre, aunque estricta, ya que su padre era el director de una Escuela Primaria metodista. A los once años pasa a estudiar Secundaria primero en la Central High School y luego en el elitista colegio colonial Queen's College. Allí conocerá al que más adelante será primer ministro y poeta, Martin Carter y su brillantez como estudiante le permitió obtener becas que costearan unos gastos académicos que de ningún modo se podía permitir su familia.
En esa época ya se hacen notar sus cualidades de líder. En 1942 obtiene una prestigiosa beca que le acredita como el mejor estudiante de la colonia. Sin embargo, la Segunda Guerra Mundial retrasa su licenciatura. En 1945 llega a Londres, en donde obtiene diversos reconocimientos en el terreno del Derecho. Se implica entonces en la Liga de los Pueblos de Color (League of Coloured Peoples, LCP) y como representante de la Unión de Estudiantes de las Indias Occidentales Burnham liderará una delegación en el Festival Mundial de la Juventud que se celebra en 1947 en Checoslovaquia.

## Dirigente del PPP y líder sindical
Regresa a Guyana en 1949 como profesional cualificado y comprometido políticamente. Se une al Partido Progresista Popular de Cheddi Jagan desde el principio, y a la Unión Sindical de la Guyana Británica, el más antiguo de los sindicatos establecidos en el ámbito de la Commonwealth. Llegó a ser presidente de este sindicato durante la década de los 50, e imprimió una fuerte carga política a su gestión.
Tras la victoria del PPP en las elecciones de 1953, Burnham ocupa el puesto de Ministro de Educación. Cheddi Jagan es desplazado del ejecutivo a petición de Burnham, y su puesto es ocupado por Jai Narine Singh. 

### La escisión del PPP. Creación del PNC
Tras cuatro meses y medio de gobierno, el PPP es apartado del poder, y los británicos suspenden la Constitución y detienen a Jagan y otros dirigentes del PPP, entre los que no se encuentra Burnham. Éste ve la oportunidad de hacerse con los mandos del partido y liberarlo de la influencia comunista de Jagan. Unas turbias maniobras de Burnham desembocaron en la escisión del PPP, que se presentó a las elecciones de 1957 separada. 
Derrotado en las elecciones, Burnham se retira de la vida pública y se dedica a trabajar en los Tribunales. Al regresar a la escena política, rebautiza su facción del PPP como Congreso Nacional Popular (People National Congress, PNC). A pesar de que al principio el partido tuvo una vocación multirracial, poco a poco fue derivando hacia un partido orientado a la población afroamericana, por lo que el secretario general, Jai Narine Singh, que representaba a la minoría India dimitió tras denunciar la violación de los estatutos del PNC. Tras ser derrotado nuevamente, Burnham se implicó en una cruzada para echar al "comunista" Jagan, azuzando de paso el sentimiento antiindio, dejando entrever que la victoria del PPP era un triunfo de la "raza" india. Tras convencer a los británicos de que cambiaran el sistema de elección, conseguirá triunfar en las elecciones de 1964.

### La estrategia para alcanzar el poder
Pero este triunfo fue a costa de envenenar notablemente la convivencia en Guyana. Entre 1961, Burnham, apoyado en el sindicato, sometió al Gobierno democrático a un acoso total[cita requerida] por medio de huelgas, sabotajes a intereses extranjeros (cubanos entre otros), agresiones a parlamentarios del PPP y manifestaciones, en las que al parecer estuvieron implicados los servicios de Inteligencia de los Estados Unidos. Todo ello culminó en gravísimos conflictos raciales entre afro-Guyaneses y indo-Guyanese en 1964, con al menos 170 muertos y muchos hogares destruidos. La población se fue trasladando a áreas en las que su propia raza fuera mayoritaria, para evitar las razzias. Algunos de los dirigentes históricos del PNC, disconformes ante el llamado "tribalismo" que preconizaba Burnham abandonaron el partido.
Dando otra vuelta de tuerca a su estrategia frentista, en mayo de 1963 Burnham acusa en Bourda Green al PPP, en una alocución cargada de tintes racistas de estar planeando un golpe de Estado. Pero es el PNC el que es descubierto por la Policía preparando una insurrección contra el PPP. Burnham alega que es violencia preventiva contra la violencia del PPP, y se niega a acudir a Georgetown a instancias del Gobernador de la colonia para detener a sus seguidores, con la pobre excusa de no tener gasolina.
La Comisión de la Commonwealth, sin embargo, no vio nada ilícito en la tarea de Burnhom. En este punto la CIA estuvo de acuerdo con la decisión británica de cambiar la forma de elección, para deshacerse de un incómodo Jagan. Con su "New Road", Burnham triunfa en las elecciones de 1964. A pesar de sus promesas conciliatorias hacia la población india, la masacre de Wismar, en la que afroamericanos violaron y asesinaron en una pequeña población de mayoría india, entre otros hechos, hicieron que nunca llegara a contar con la confianza de este grupo de población.[cita requerida]

## La independencia
A pesar de que la posibilidad de llegar a acuerdos con el PPP era impensable, Burnham había declarado que apoyaría a cualquiera que triunfase en las elecciones para obtener la independencia del país. Su triunfo hizo que fuera él quien negociara el proceso de independencia, que se hizo efectiva en 1966. Tras otra turbia maniobra en la que se introdujo el "voto de ultramar" triunfa de nuevo en las elecciones de 1968. Dando un sorprendente giro, establece relaciones preferenciales con China y los países del Bloque del Este. Durante los años 1970, la figura de Burnham seguirá dominando el panorama de Guyana.

### República Cooperativa
En 1970 Guyana interrumpe sus relaciones con el Reino Unido y se establece un régimen populista y socializante al que llama República Cooperativa, dominado totalmente por la figura de Forbes Burnham. Internacionalmente consigue gran repercusión: Indira Gandhi y Fidel Castro visitan Guyana. Cuba consigue incluso que se le autorice a utilizar el país como base para el traslado de sus tropas militares a Angola, tras la negativa (a instancia) de los Estados Unidos de Barbados a seguir haciéndolo.
Las elecciones de 1973 empezaron con el cierre del Mirror, órgano de prensa del PPP, y con el anuncio de que el Ejército transportaría las urnas para su protección. Los disparos contra los que se opusieron a esta medida de presión terminaron con dos muertos[cita requerida]. Por otra parte la policía acosaba e intimidaba a votantes indios, y el gobierno dictaba medidas para minimizar el impacto del voto del PPP. Con todos estos ingredientes, no resulta extraño que el PNC triunfara incluso en algunos distritos indios.